# Пентасульфид диванадия
Пентасульфид диванадия — бинарное неорганическое соединение, соль металла ванадия и сероводородной кислоты с формулой V2S5, чёрные кристаллы, не растворимые в воде.

## Получение
- Реакция сульфида ванадия(III) с избытком серы в инертной атмосфере:

{\displaystyle {\mathsf {V_{2}S_{3}+2S\ {\xrightarrow {400^{o}C}}\ V_{2}S_{5}}}}
- Разложение разбавленными кислотами растворов тиованадатов:

{\displaystyle {\mathsf {2Na_{3}VS_{4}+3H_{2}SO_{4}\ {\xrightarrow {}}\ V_{2}S_{5}\downarrow +3Na_{2}SO_{4}+3H_{2}S\uparrow }}}
- Термическое разложение тиованадата аммония:

{\displaystyle {\mathsf {2(NH_{4})_{3}VS_{4}\ {\xrightarrow {120^{o}C}}\ V_{2}S_{5}+6NH_{3}\uparrow +3H_{2}S\uparrow }}}

## Физические свойства
Пентасульфид диванадия образует чёрные кристаллы, не растворимые в воде.

## Химические свойства
- Разлагается при нагревании:

{\displaystyle {\mathsf {V_{2}S_{5}\ {\xrightarrow {300^{o}C}}\ V_{2}S_{3}+2S}}}
- Окисляется при нагревании на воздухе:

{\displaystyle {\mathsf {2V_{2}S_{5}+15O_{2}\ {\xrightarrow {T}}\ 2V_{2}O_{5}+10SO_{2}}}}
- С сульфидами щелочных металлов и аммония образует соли — тиованадаты:

{\displaystyle {\mathsf {V_{2}S_{5}+3Na_{2}S\ {\xrightarrow {T}}\ 2Na_{3}VS_{4}}}}
- Разлагается кислотами-окислителями, щелочами, карбонатами:

{\displaystyle {\mathsf {V_{2}S_{5}+6Na_{2}CO_{3}+4H_{2}O\ {\xrightarrow {}}\ Na_{3}VS_{4}+Na_{3}VO_{4}+6NaHCO_{3}+H_{2}S}}}
- С щелочами образует окситиованадаты:

{\displaystyle {\mathsf {V_{2}S_{5}\ {\xrightarrow {KOH,T}}\ K_{3}VOS_{3},K_{3}VO_{3}S}}}